# Draba affghanica
Draba affghanica är en korsblommig växtart som beskrevs av Pierre Edmond Boissier. Draba affghanica ingår i släktet drabor, och familjen korsblommiga växter. Inga underarter finns listade i Catalogue of Life.